# Jusein Mechmedov
Jusein Ališiev Mechmedov nebo turecky Hüseyin Mehmet Aliş známější pod přezdívkou Hüseyin Pehlivan (26. ledna 1924 – 9. března 2014 Istanbul) byl bulharský zápasník turecké národnosti, stříbrný olympijský medailista z roku 1956.

## Sportovní kariéra
Narodil se v obci Karagözköy později přejmenované na Veselina v obštině Loznica nedaleko Razgradu. Zápasení v národním stylu na zelené louce se věnoval od útlého dětství. V 17 letech se poprvé účastnil turnaje s muži v nedaleké obci Samuil (Sofular). S olympijským zápasem řecko-římským se poprvé setkal koncem čtyřicátých letech dvacátého století v obci Loznica, kam pozval sovětské instruktory místní rodák a významný komunistický funkcionář Penčo Kubadinski. Kubadinského dále následoval do Dimitrovgradu, kde pomáhal popularizovat olympijský zápas se sovětským instruktorem Kirillem Piškalovem.
V bulharské reprezentaci se pohyboval od roku 1950 nejprve v zápasu řecko-římském a později v též jemu bližšímu zápasu ve volném stylu. V roce 1956 startoval na olympijských hrách v Melbourne v obou stylech ve váze nad 87 kg. Ve volném stylu prohrál jediný zápas s Turkem Hamitem Kaplanem a získal stříbrnou olympijskou medaili. Po týdnu nastoupil v zápasu řecko-římském. Ve druhém kole s Němcem Wilfriedem Dietrichem se zranil a z následujícího zápasu se Sovětem Anatoli Parfjonovem kvůli bolestem odstoupil. Od roku 1958 ho v reprezentaci nahradil mladší Ljutvi Achmedov. Po skončení sportovní kariéry se věnoval trenérské práci. Koncem osmdesátých let dvacátého šel s rodinou za lepšími životními podmínkami do Turecka. Usadil se na předměstí Istanbulu v Avcılaru, kde zemřel v požehnaném věku 90 let. V avcılarské čtvrti Firuzköy je ulice, která nese jeho jméno Hacı Hüseyin Pehlivan.

## Výsledky

### Volný styl
| Turnaj            | 1956 | 1957 |     |     |
| Turnaj            | 32   | 33   |     |     |
| Turnaj            | +87  | +87  | +87 | +87 |
| ----------------- | ---- | ---- | --- | --- |
| Olympijské hry    | 2.   |      |     |     |
| Mistrovství světa |      | 3.   |     |     |

### Řecko-římský styl
| Turnaj            | 1956 | 1957 |     |     |
| Turnaj            | 32   | 33   |     |     |
| Turnaj            | +87  | +87  | +87 | +87 |
| ----------------- | ---- | ---- | --- | --- |
| Olympijské hry    | 8.   |      |     |     |
| Mistrovství světa |      |      |     |     |